# باشگاه بسکتبال پانیونیوس

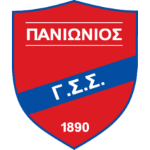
لوگو باشگاه

پانیونیوس یا پانیونیس (انگلیسی: Panionios B.C.) باشگاه بسکتبال حرفه‌ای که در نئااسمیرنی، آتن، یونان قرار دارد. این تیم از باشگاه‌های ریشه دار بسکتبال اروپا به‌شمار می‌رود.